# Sông Lũy (xã)
Sông Lũy là một xã thuộc huyện Bắc Bình, tỉnh Bình Thuận, Việt Nam.
Xã có diện tích 91,36 km², dân số năm 1999 là 7.793 người, mật độ dân số đạt 85 người/km².
Xã Sông Lũy thuộc huyện Bắc Bình, tỉnh Bình Thuận, và nằm ở phía Tây Bắc của huyện, cách trung tâm huyện (thị trấn Chợ Lầu) 17 km.
+ Phía Bắc giáp xã Phan Sơn – xã Sông Bình
+ Phía Đông giáp xã Sông Bình – thị trấn Lương Sơn
+ Phía Nam giáp xã Hòa Thắng – xã Bình Tân.
+ Phía Tây giáp xã Bình Tân – xã Phan Tiến.
Xã Sông Lũy nằm trong các vị trí địa lý quan trọng trong kế hoạch phát triển kinh tế - xã hội ở phía Tây Nam của huyện Bắc Bình; là vùng được hưởng lợi lớn của Hồ Cà Tót, Hồ Sông Lũy, kênh 812 - Châu Tá; đồng thời với những thuận lợi về giao thông đường Quốc lộ 1, đường sắt đi ngang...tạo điều kiện giao lưu phát triển kinh tế, văn hóa, xã hội và đảm bảo an ninh quốc phòng ở địa phương.
- Địa hình: xã Sông Lũy thuộc trung du miền núi, phần lớn diện tích là đồi núi đá, đất đồi không bằng phẳng và một phần diện tích dọc Sông Lũy và sông Cà Tót tương đối màu mỡ.